# Jaroslav Musial
Jaroslav Musial (* 13. května 1921, Ostrava – 19. června 2017 Teplice) byl český politik a právník, senátor za obvod č. 32 – Teplice a člen ČSSD.

## Vzdělání, profese a rodina
Pocházel z hornické rodiny. Po maturitě vstoupil do Arcibiskupského semináře v Olomouci, kam mu pomohl již tehdy významný kněz František Tomášek. Během druhé světové války byl totálně nasazen. V roce 1943 jej pod záminkou nacisté uvěznili, v roce 1944 propustili, během věznění musel přerušit školu, poté se vrátil na nucené práce.
V roce 1945 začal studovat Právnickou fakultu Univerzity Karlovy v Praze. Po absolvování práv nastoupil na Vysokou školu báňskou v Ostravě.
Odmítl podepsat petici za nejvyšší trest pro Miladu Horákovou, krátkou dobu strávil ve vazební věznici. Po promoci se z něj stal báňský inženýr, ovšem nemohl sehnat práci a dostal umístěnku do Železnorudných dolů v Ejpovicích, poté jej přemístili do Mníšku pod Brdy. V letech 1952–1954 byl vězněm Státního soudu na Pankráci, nedokázali jej usvědčit z vlastizrady ani z ničeho jiného, a proto jej propustili, poté žádal o plnou rehabilitaci, ovšem dočkal se jí až v roce 1993.
V letech 1955–1970 pracoval jako báňský inženýr v Bílině, Duchcově a Záluží. Po začátku normalizace byl propuštěn, živil se jako kopáč, poté do roku 1982 pracoval jako zedník-šamotář v Poldi Kladno a později v košických Východoslovenských železárnách. Odmítli mu přiznat plný důchod, on se však pustil do soudního sporu, který vyhrál.
S manželkou Jiřinou vychoval syna Reného a dceru Marii.

## Politická kariéra
V roce 1938 vstoupil do sociální demokracie, spolupracoval po roce 1945 na jejím obnovení. Odmítl vstoupit při sloučení stran do KSČ. V roce 1968 v dolech zakládali Klub angažovaných nestraníků a Klub politických vězňů K 231.
Na začátku 70. let byl severočeských krajským výborem KSČ zařazen do seznamu tzv. exponenty pravice, tedy všech, kteří se politicky a společensky výrazně angažovali v demokratizačním procesu v roce 1968. Uváděn je jako vedoucí právník DVÚZ, n. p. v Záluží u Mostu.
Po roce 1989 pomáhal obnovovat československou sociální demokracii. V roce 1990 byl vládou jmenován prvním přednostou okresního úřadu v Teplicích.
Ve volbách 1996 se stal členem horní komory českého Parlamentu, přestože jej v prvním kole porazil občanský demokrat Jaroslav Kubera v poměru 33,22 % ku 19,62 % hlasů. Ve druhém kole ovšem Musial obdržel 52,68 % všech platných hlasů a získal tento mandát. Jako nejstarší senátor zvolený v historicky prvních volbách do Senátu svolal ustavující schůzi Senátu (konanou 18. prosince 1996) a také ji až do zvolení předsedy Senátu řídil. V letech 1998–2000 působil jako místopředseda Senátu Parlamentu České republiky. Ve volbách 2000 odmítl kandidovat.
Dne 28. října 2000 mu Václav Havel udělil Řád Tomáše Garrigua Masaryka IV. třídy za vynikající zásluhy o demokracii a lidská práva.
Roku 2001 neúspěšně kandidoval do Rady České televize. V roce 2005 vyhrál spor u Městského soudu v Praze s ministerstvem vnitra, jeho jméno muselo být odstraněno z oficiálního seznamu spolupracovníků StB, které uveřejnilo samo ministerstvo. Později se angažoval v Konfederaci politických vězňů České republiky a Českého svazu bojovníků za svobodu.
V srpnu 2008 se stal členem nově vzniklého sdružení Přátelé Miloše Zemana.